# 박동수 (축구인)
박동수(한국 한자: 朴東洙, 1982년 2월 25일 ~ )는 대한민국의 전 축구 선수이며, 포지션은 미드필더였다.